# Кумедна ферма
«Кумедна ферма» («Funny Farm») — американська кінокомедія 1988 року, знята режисером Джорджем Роєм Гіллом, з Чеві Чейзом і Медолін Сміт Осборн у головних ролях.

## Сюжет
Процвітаючий нью-йоркський спортивний журналіст Енді Фармер (Чеві Чейз) і його дружина-вчителька Елізабет (Медолін Сміт-Осборн) вирішують залишити метушню Мангеттена, щоб жити на фермі в тиші сільської місцевості Вермонта. На фермі Енді планує написати книгу про пограбування казино, за яку він уже отримав від видавництва завдаток 10 000 доларів.
Початковий захват від навколишньої природи і нового сімейного гніздечка затьмарюється побутовими негараздами, що переслідують Фармерів, і відсутністю взаєморозуміння з місцевим населенням. Через стрес робота Енді над книгою просувається з великими труднощами, і в результаті в нього виходить вельми невдалий твір, який розкритикувала навіть його власна дружина. У цей же час потай від чоловіка Елізабет написала свою книжку про білченя Енді, на яку її надихнули халепи, що відбуваються на новому місці. Її книгу захоплено сприймають видавці, і її рукопис купують для друку, ба більше, її навіть просять написати продовження. Елізабет повідомляє про свій успіх чоловікові, чим ввергає його в шок і подальшу глибоку депресію. Тим часом обумовлений у контракті термін здачі книги Енді вже минув, про що йому і повідомляє представник видавництва, який приїхав забрати або книгу, або виплачений раніше аванс. Енді в нападі паніки, розуміючи, що його книжка — це повний провал, щоб якось вийти з ситуації, що склалася, і не повертати гроші, віддає своєму видавцеві рукопис дружини. Елізабет, дізнавшись про вчинок чоловіка, приходить у лють і вимагає розлучення.
На загальних зборах жителів села подружжя повідомляє про майбутнє розлучення і намір продати будинок, але для того щоб зробити це швидко і з максимальною вигодою, вони просять городян створити для потенційних покупців ілюзію райського містечка, обіцяючи винагородити за це кожного жителя. Селяни постаралися на славу, влаштували цілу виставу, тож перші ж покупці, які приїхали подивитися будинок, потрапляють на цю вудку і, перебуваючи в повному захваті від побаченого, пропонують за будинок Фармерів суму, на яку ті навіть не розраховували.
Енді та Елізабет у цей вирішальний для них момент відмовляються продавати будинок, зрозумівши, що, незважаючи на всі скоєні ними помилки та неприємності, що трапилися, продовжують сильно любити одне одного.
Протягом усього фільму герої потрапляють у комічні ситуації, що супроводжуються жартами у виконанні Чеві Чейза.

## У ролях
- Чеві Чейз — Енді Фармер
- Медолін Сміт Осборн — Елізабет Фармер
- Кевін О'Моррісон — шериф Ледбеттер
- Еліс Драммонд — Етель Дінджес
- Майк Старр — Крокер
- Гленн Пламмер — Міккі
- Джозеф Маер — Майкл Сінклер
- Білл Фагербакке — Лон Критеріон
- Ніколас Вайман — Дірк Критеріон
- Вільям Ньюман — Гас Лоттерхенд
- Кевін Конвей — Крам Петрі, Листоноша
- Бред Салліван — Брок
- Вільям Дьюел — старий
- Джек Гілпін — Бад Калбертсон
- Керіс Корфман — Бетсі Калбертсон

## Знімальна група
- Режисер — Джордж Рой Гілл
- Сценарист — Джефрі Боум
- Оператор — Мирослав Ондржічек
- Композитор — Елмер Бернстайн
- Продюсери — Брюс Боднер, Патрік Келлі, Роберт Кроуфорд